# Hyobanche glabrata
Hyobanche glabrata är en snyltrotsväxtart som beskrevs av William Philip Hiern. Hyobanche glabrata ingår i släktet Hyobanche och familjen snyltrotsväxter. Inga underarter finns listade i Catalogue of Life.